# James Cagney
James Francis Cagney, Jr. (født 17. juli 1899 i New York, USA, død 30. marts 1986 i Stanfordville, New York, USA) var en amerikansk skuespiller, som vandt en Oscar for sin rolle som "George M. Cohan" i musikfilmen Yankee Doodle Dandy. Han har fået en stjerne på Hollywood Walk of Fame og i 1984 blev han tildelt Presidential Medal of Freedom af sin ven præsident Ronald Reagan.

## Filmografi
| År   | Film original titel                                      | Rolle                                             | Øvrige noter                                     |
| ---- | -------------------------------------------------------- | ------------------------------------------------- | ------------------------------------------------ |
| 1930 | The Doorway to Hell                                      | Steve Mileaway                                    |                                                  |
| 1930 | Sinners' Holiday                                         | Harry Delano                                      |                                                  |
| 1931 | How I Play Golf, by Bobby Jones No. 11: 'Practice Shots' | Ham selv                                          | uncredited                                       |
| 1931 | Blonde Crazy                                             | Bert Harris                                       |                                                  |
| 1931 | Smart Money                                              | Jack                                              |                                                  |
| 1931 | The Millionaire                                          | Schofield, Forsikringssælger                      |                                                  |
| 1931 | The Public Enemy                                         | Tom Powers                                        |                                                  |
| 1931 | Other Men's Women                                        | Ed "Eddie" Bailey                                 |                                                  |
| 1932 | Winner Take All                                          | Jim "Jimmy" Kane                                  |                                                  |
| 1932 | The Crowd Roars                                          | Joe Greer                                         |                                                  |
| 1932 | Taxi!                                                    | Matt Nolan                                        |                                                  |
| 1933 | Lady Killer                                              | Dan Quigley                                       |                                                  |
| 1933 | Footlight Parade                                         | Chester Kent                                      |                                                  |
| 1933 | The Mayor of Hell                                        | Richard "Patsy" Gargan                            |                                                  |
| 1933 | Picture Snatcher                                         | Danny Kean                                        |                                                  |
| 1933 | Hard to Handle                                           | Myron C. "Lefty" Merrill                          |                                                  |
| 1934 | The St. Louis Kid                                        | Eddie Kennedy                                     |                                                  |
| 1934 | The Hollywood Gad-About                                  | Ham selv                                          | short subject                                    |
| 1934 | Here Comes the Navy                                      | Chester "Chesty" J. O'Conner                      |                                                  |
| 1934 | He Was Her Man                                           | Flicker Hayes, aka Jerry Allen                    |                                                  |
| 1934 | Jimmy the Gent                                           | "Jimmy" Corrigan                                  |                                                  |
| 1935 | Mutiny on the Bounty                                     | Extra                                             | uncredited                                       |
| 1935 | A Midsummer Night's Dream                                | Bottom, the weaver                                |                                                  |
| 1935 | The Irish in Us                                          | Danny O'Hara                                      |                                                  |
| 1935 | G Men                                                    | "Brick" Davis                                     |                                                  |
| 1935 | Devil Dogs of the Air                                    | Thomas Jefferson "Tommy" O'Toole                  |                                                  |
| 1935 | Trip Thru a Hollywood Studio                             | Ham selv                                          | short subject                                    |
| 1935 | A Dream Comes True                                       | Ham selv                                          | short subject                                    |
| 1935 | Frisco Kid                                               | Bat Morgan                                        |                                                  |
| 1936 | Great Guy                                                | Johnny "Red" Cave                                 |                                                  |
| 1936 | Ceiling Zero                                             | Dizzy Davis                                       |                                                  |
| 1937 | Something to Sing About                                  | Terrence "Terry" Rooney                           | stage name of Thadeus McGillicuddy               |
| 1938 | Angels with Dirty Faces                                  | Rocky Sullivan                                    | Nomineret - Oscar for bedste mandlige hovedrolle |
| 1938 | Boy Meets Girl                                           | Robert Law                                        |                                                  |
| 1938 | For Auld Lang Syne                                       | Ham selv - Introduktion af ankommende berømtheder | short subject                                    |
| 1939 | The Roaring Twenties                                     | Eddie Bartlett                                    |                                                  |
| 1939 | Each Dawn I Die                                          | Frank Ross                                        |                                                  |
| 1939 | Hollywood Hobbies                                        | Ham selv                                          | short subject                                    |
| 1939 | The Oklahoma Kid                                         | Jim Kincaid                                       |                                                  |
| 1940 | City for Conquest                                        | Danny Kenny (Young Samson)                        |                                                  |
| 1940 | Torrid Zone                                              | Nick "Nicky" Butler                               |                                                  |
| 1940 | The Fighting 69th                                        | Jerry Plunkett                                    |                                                  |
| 1941 | The Bride Came C.O.D.                                    | Steve Collins                                     |                                                  |
| 1941 | The Strawberry Blonde                                    | T. L. "Biff" Grimes                               |                                                  |
| 1942 | Yankee Doodle Dandy                                      | George M. Cohan                                   | Oscar for bedste mandlige hovedrolle             |
| 1942 | Captains of the Clouds                                   | Brian MacLean (pilot)                             |                                                  |
| 1943 | Johnny Come Lately                                       | Tom Richards                                      |                                                  |
| 1943 | You, John Jones!                                         | John Jones                                        | short subject                                    |
| 1944 | Battle Stations                                          | Narrator                                          | short subject                                    |
| 1945 | Blood on the Sun                                         | Nick Condon                                       |                                                  |
| 1947 | 13 Rue Madeleine                                         | Robert Emmett "Bob" Sharkey aka Gabriel Chavat    |                                                  |
| 1948 | The Time of Your Life                                    | Joseph T. (who observes people)                   |                                                  |
| 1949 | White Heat                                               | Arthur "Cody" Jarrett                             |                                                  |
| 1950 | The West Point Story                                     | Elwin "Bix" Bixby                                 |                                                  |
| 1950 | Kiss Tomorrow Goodbye                                    | Ralph Cotter                                      |                                                  |
| 1951 | Starlift                                                 | Ham selv                                          | Cameo                                            |
| 1951 | Come Fill the Cup                                        | Lew Marsh                                         |                                                  |
| 1952 | What Price Glory?                                        | Capt. Flagg                                       |                                                  |
| 1953 | A Lion Is in the Streets                                 | Hank Martin                                       |                                                  |
| 1955 | Mister Roberts                                           | Capt. Morton                                      |                                                  |
| 1955 | The Seven Little Foys                                    | George M. Cohan                                   |                                                  |
| 1955 | Love Me or Leave Me                                      | Martin Snyder                                     | Nomineret - Oscar for bedste mandlige hovedrolle |
| 1955 | Run for Cover                                            | Matt Dow                                          |                                                  |
| 1956 | These Wilder Years                                       | Steve Bradford                                    |                                                  |
| 1956 | Tribute to a Bad Man                                     | Jeremy Rodock                                     |                                                  |
| 1957 | Short-Cut to Hell                                        | Ham selv                                          | i pre-kreditter sekvens, også producent          |
| 1957 | Man of a Thousand Faces                                  | Lon Chaney                                        |                                                  |
| 1959 | Shake Hands with the Devil                               | Sean Lenihan                                      |                                                  |
| 1959 | Never Steal Anything Small                               | Jake MacIllaney                                   |                                                  |
| 1960 | The Gallant Hours                                        | Fleet Admiral William F. Halsey, Jr.              | producer                                         |
| 1961 | One, Two, Three                                          | C.R. MacNamara                                    |                                                  |
| 1968 | Arizona Bushwhackers                                     | Narrator                                          |                                                  |
| 1981 | Ragtime                                                  | Commissioner Rhinelander Waldo                    |                                                  |